# سرینا وینسنت
سرینا وینسنت (انگلیسی: Cerina Vincent؛ زادهٔ ۷ فوریهٔ ۱۹۷۹) یک هنرپیشه اهل ایالات متحده آمریکا است.

## گزیدهٔ آثار

### تلویزیون
- مردگان متحرک (۲۰۱۳–۲۰۱۲)
- سمی (۲۰۱۰)
- گری مجرد (۲۰۰۹)
- دو مرد و نصفی (۲۰۰۸)
- استخوان‌ها (۲۰۰۶)
- سی‌اس‌آی (۲۰۰۵)
- دنیای مالکوم (۲۰۰۱)
- نه یه فیلم نوجوانی دیگه (۲۰۰۱)

### سینما
- فقط آب اضافه کنید (۲۰۰۸)